# Bocșa
Bocșa é uma cidade da Romênia com 19.023 habitantes, localizada no distrito de Caraș-Severin.